# Tinea microphthalma
Tinea microphthalma är en fjärilsart som beskrevs av Robinson 1980. Tinea microphthalma ingår i släktet Tinea och familjen äkta malar.
Artens utbredningsområde är Filippinerna. Inga underarter finns listade i Catalogue of Life.